# NGC 1766
NGC 1766 (другое обозначение — ESO 56-SC29) — рассеянное скопление в созвездии Столовой Горы, расположенное в Большом Магеллановом Облаке. Открыто Джоном Гершелем в 1834 году. Описание Дрейера: «довольно тусклый, маленький объект, более яркий в середине».
Возраст скопления по разным оценкам составляет несколько десятков миллионов лет, в настоящее время консенсусной принимается оценка в 29 миллионов лет.